# Циферблат (свободное пространство)
«Циферблат» (свободное пространство) — международная сеть кафе, работающих по принципу повременной оплаты, где посетители оплачивают только проведённое время, а все остальное — бесплатно.
Сеть имеет 8 точек по всему миру. Является родоначальником заведений подобного типа — на май 2014 года открыто множество заведений, определяющих себя как тайм-кафе, антикафе и т. п.

## Идея
«Циферблат» — социальный эксперимент, пространство, куда приходишь, как в гости к другу. Здесь можно играть на пианино или петь под чей-то аккомпанемент, смотреть кино на проекторе, читать книгу, проводить весь день за работой, а вечером попасть на лекцию или концерт.
В «Циферблате легко найти единомышленников или в одиночестве наблюдать из окон за жизнью. Главное, чтобы каждому было комфортно в городе.

## История

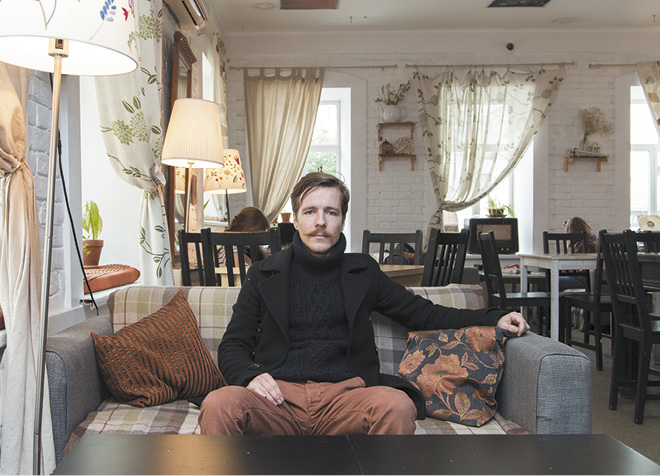
Иван Митин

Первый «Циферблат» появился в сентябре 2011 года в Москве. Автор концепции — предприниматель Иван Митин. Прототипом «Циферблата» является общественное пространство «Дом на дереве», открытое в 2010 году, в котором каждый посетитель оставляет добровольный вклад. Важная особенность — стремление к автономии гостей, которые при желании становятся участниками процесса, имея возможность самим устраивать мероприятия, готовить на общей кухне еду и напитки.

## Деятельность
На февраль 2015 года «Циферблат» был открыт в пяти странах: Россия, Украина, Словения, Чехия и Великобритания. 

В России: Москва, Санкт-Петербург, Казань (2012—2022), Нижний Новгород, Ростов-на-Дону. 

На Украине: Киев, Харьков. В Словении: Любляна. В Чехии: Прага. Великобритания: Лондон, Манчестер. В Тульской области, в деревне Дворяниново открыта «Дача Циферблата».
Открытие лондонского «Циферблата» зимой 2014 года освещалось во многих мировых СМИ; в частности, о «Циферблате» рассказывали: BBC News, CNN, Time Out London, The Guardian, Daily Mail, Evening Standart, Афиша и многие другие.